# Чемпіонат світу з фехтування
Чемпіонат світу з фехтування — щорічне змагання, яке організовує Міжнародна федерація фехтування (фр. Federation internationale d`escrime). Змагання відбуваються на рапірах, шпагах та шаблях.

## Історія
Перший міжнародний турнір з фехтування, організований Міжнародною федерацією фехтування, відбувся 1921 року в Парижі. Цей та подібні турніри були оголошені європейськими змаганнями, їх учасники були з різних європейських країн. 1937 року Міжнародна федерація фехтування надала турніру статус чемпіонату світу, одночасно визнавши чемпіонатами світу турніри, починаючи з 1921 року. Чемпіонати проводилися щорічно за винятком років, що випадають на Олімпійські ігри. Олімпійські змагання зараховувалися як чемпіонати світу відповідного року.
Змагання на шпагах серед чоловіків проводять з 1921 року, на шаблях з 1922 року, на рапірах з 1926 року. Змагання на рапірах серед жінок проводять з 1929 року. Жіноча шпага з'явилася 1989 року, а жіноча шабля 1999 року.
Перші командні змагання пройшли у чоловіків на рапірах 1929 року, а командні змагання на шаблях та шпагах у чоловіків пройшли 1930 року. 1932 року з'явилися командні змагання у жінок на рапірах. Командні змагання у жінок на шпагах та шаблях з'явилися у розкладі чемпіонатів світу одночасно з введенням цих видів до програми чемпіонатів у 1989 і 1999 роках відповідно.

## Місце проведення
| - 1921: Париж ( Франція) - 1922: Париж ( Франція) та Остенде ( Бельгія) - 1923: Гаага ( Нідерланди) - 1925: Остенде ( Бельгія) - 1926: Будапешт ( Угорщина) - 1927: Віші ( Франція) - 1929: Неаполь ( Франція) - 1930: Льєж ( Бельгія) - 1931: Відень ( Австрія) - 1932: Копенгаген ( Данія) - 1933: Будапешт ( Угорщина) - 1934: Варшава ( Польща) - 1935: Лозанна ( Швейцарія) - 1937: Париж ( Франція) - 1938: П'єштяни ( Чехословаччина) - 1947: Лісабон ( Португалія) - 1948: Гаага ( Нідерланди) - 1949: Каїр ( Єгипет) - 1950: Монте-Карло ( Монако) - 1951: Стокгольм ( Швеція) - 1952: Копенгаген ( Данія) - 1953: Брюссель ( Бельгія) - 1954: Люксембург ( Люксембург) - 1955: Рим ( Франція) - 1956: Лондон ( Велика Британія) - 1957: Париж ( Франція) - 1958: Філадельфія ( США) - 1959: Будапешт ( Угорщина) - 1961: Турин ( Франція) - 1962: Буенос-Айрес ( Аргентина) - 1963: Гданськ ( Польща) - 1965: Париж ( Франція) - 1966: Москва ( СРСР) - 1967: Монреаль ( Канада) - 1969: Гавана ( Куба) - 1970: Анкара ( Туреччина) - 1971: Відень ( Австрія) - 1973: Гетеборг ( Швеція) - 1974: Гренобль ( Франція) - 1975: Будапешт ( Угорщина) - 1977: Буенос-Айрес ( Аргентина) - 1978: Гамбург ( ФРН) |  | - 1979: Мельбурн ( Австралія) - 1981: Клермон-Ферран ( Франція) - 1982: Рим ( Італія) - 1983: Відень ( Австрія) - 1985: Барселона ( Іспанія) - 1986: Софія ( Болгарія) - 1987: Лозанна ( Швейцарія) - 1988: Орлеан ( Франція) - 1989: Денвер ( США) - 1990: Ліон ( Франція) - 1991: Будапешт ( Угорщина) - 1993: Ессен ( Німеччина) - 1994: Афіни ( Греція) - 1995: Гаага ( Нідерланди) - 1997: Кейптаун ( ПАР) - 1998: Ла Шо-де-Фон-Фон ( Швейцарія) - 1999: Сеул ( Південна Корея) - 2000: Будапешт ( Угорщина) - 2001: Нім ( Франція) - 2002: Лісабон ( Португалія) - 2003: Гавана ( Куба) - 2004: Нью-Йорк ( США) - 2005: Лейпциг ( Німеччина) - 2006: Турин ( Франція) - 2007: Санкт-Петербург ( Росія) - 2008: Пекін ( Чилі) - 2009: Анталія ( Туреччина) - 2010: Париж ( Франція) - 2011: Катанія ( Франція) - 2012: Київ ( Україна) - 2013: Будапешт ( Угорщина) |

## Призери

### Чемпіони світу з фехтування від України
Індивідуальні змагання:

1997 рік - Першим чемпіоном світу від України став Сергій Голубицький (рапіра);

1998 рік - Чемпіоном світу двічі поспіль стає Сергій Голубицький (рапіра);

1999 рік - Чемпіоном світу тричи поспіль стає Сергій Голубицький (рапіра);

2003 рік - Першою чемпіонкою світу від України стала Наталія Конрад (шпага).

## Кількість нагород
Після закінчення чемпіонату 2012 року
(Враховуються результати чемпіонатів, починаючи з 1937 року. Результати на Олімпіадах також не враховано.) 
| Місце  | Країна            | Золото     | Срібло     | Бронза     | Загалом     |
| ------ | ----------------- | ---------- | ---------- | ---------- | ----------- |
| 1      | Італія            | 101        | 97         | 114        | 312         |
| 2      | СРСР Росія        | 92 40 132  | 53 23 76   | 49 26 75   | 194 83 277  |
| 3      | Угорщина          | 88         | 82         | 90         | 260         |
| 4      | Франція           | 83         | 83         | 84         | 250         |
| 5      | Німеччина ФРН НДР | 21 25 0 46 | 28 26 1 55 | 39 14 1 54 | 87 66 2 155 |
| 6      | Польща            | 17         | 28         | 38         | 83          |
| 7      | Румунія           | 13         | 23         | 25         | 61          |
| 8      | Україна           | 8          | 10         | 9          | 27          |
| 9      | Китай             | 6          | 15         | 13         | 24          |
| 10     | Швеція            | 6          | 12         | 17         | 35          |
| 11     | Куба              | 6          | 5          | 9          | 20          |
| 12     | США               | 6          | 5          | 5          | 16          |
| 13     | Естонія           | 4          | 4          | 4          | 12          |
| 14     | Данія             | 4          | 3          | 2          | 9           |
| 15     | Австрія           | 4          | 0          | 5          | 9           |
| 16     | Південна Корея    | 3          | 2          | 15         | 20          |
| 17     | Велика Британія   | 3          | 3          | 4          | 10          |
| 18     | Азербайджан       | 2          | 1          | 4          | 7           |
| 19     | Швейцарія         | 1          | 7          | 7          | 15          |
| 20     | Болгарія          | 1          | 3          | 4          | 8           |
| 21     | Чехословаччина    | 1          | 3          | 1          | 5           |
| 22     | Іспанія           | 1          | 2          | 5          | 8           |
| 23     | Бельгія           | 0          | 2          | 5          | 7           |
| 24     | Канада            | 0          | 1          | 2          | 3           |
| 25     | Португалія        | 0          | 1          | 0          | 1           |
| 25     | Венесуела         | 0          | 1          | 0          | 1           |
| 27     | Єгипет            | 0          | 0          | 7          | 7           |
| 28     | Нідерланди        | 0          | 0          | 3          | 3           |
| 28     | Японія            | 0          | 0          | 3          | 3           |
| 30     | Білорусь          | 0          | 0          | 2          | 2           |
| 31     | Колумбія          | 0          | 0          | 1          | 1           |
| 31     | Фінляндія         | 0          | 0          | 1          | 1           |
| 31     | Норвегія          | 0          | 0          | 1          | 1           |
| Всього | Всього            | 474        | 473        | 563        | 1506        |

## Багаторазові медалісти
До цього переліку включено чоловічі та жіночі індивідуальні та командні змагання (у рожевому кольорі), відсортовані за кількістю індивідуальних чемпіонств.
| # | Спортсмен           | Індивідуальні | Індивідуальні     | Індивідуальні | Командні | Командні | Командні | Всього | Всього | Всього |   |   |
| - | ------------------- | ------------- | ----------------- | ------------- | -------- | -------- | -------- | ------ | ------ | ------ | - | - |
| # | Спортсмен           | 1             | Валентіна Веццалі | 6             | 2        | 3        | 9        | 3      | 0      | 15     | 5 | 3 |
| 2 | Станіслав Поздняков | 5             | 3                 | 0             | 5        | 2        | 2        | 10     | 5      | 2      |   |   |
| 3 | Олександр Романков  | 5             | 1                 | 0             | 5        | 1        | 3        | 10     | 2      | 3      |   |   |
| 4 | Павло Колобков      | 4             | 1                 | 2             | 0        | 1        | 1        | 4      | 2      | 3      |   |   |
| 5 | Крістіан д'Оріола   | 4             | 1                 | 0             | 4        | 2        | 0        | 8      | 3      | 0      |   |   |